# Односи Црне Горе и Организације за европску безбедност и сарадњу
Односи Црне Горе и ОЕБС-а су односи Црне Горе и Организације за европску безбедност и сарадњу.
Црна Гора је примљена у ОЕБС 22. јуна 2006. године, што је представљало прво чланство независне Црне Горе у некој међународној организацији. Предсједник црногорске владе Мило Ђукановић потписао је у Хелсинкију 1. септембра 2006. године Завршни акт Конференције о безбједности и сарадњи у Европи (Хелсиншки завршни акт). На овај начин, Црна Гора је формално заокружила процес пуноправног учешћа у Организацији за европску безбједност и сарадњу.

## Стални представник Црне Горе у Бечу
- Славица Милачић, амбасадор

## Шеф Мисије ОЕБС−а у Црној Гори
Стални савјет ОЕБС-а је 29. јула 2006. године донио одлуку о подизању нивоа Канцеларије у Подгорици у Мисију ОЕБС-а у Црној Гори.
- Јанина Хребичкова, амбасадор, шеф мисије од децембра 2013.
- Сарунас Адомавичиус (Литванија), амбасадор, шеф мисије од 1. октобра 2010.
- Параскева Бадеску (Румунија), амбасадор, шеф мисије од 2006. до септембра 2010.